# 에이수스 미모 패드 7

에이수스 미모 패드 ME172V(Asus Memo Pad ME172V)는 타이완의 기업 에이수스가 제조한 저가형 안드로이드 태블릿이다. 이 태블릿은 2013년 1월 발표되어 출시되었다. 런칭 가격은 149 달러였으며 이는 구글 넥서스 7, 아마존 킨들 파이어 HD 등의 경쟁 제품에 비해 50달러 더 저렴하였으나 심각한 디자인 결함으로 인해 낮은 평가를 받았다.

## 사양
이 장치는 운영 체제로 안드로이드 4.1.1(코드명 젤리빈)을 탑재하고 있다. 태블릿의 기능으로는 7인치 IPS LCD 디스플레이, 1 GHz 싱글 코어 ARM Cortex-A9 프로세서, 1GB의 RAM, 1 MP 전면 카메라가 포함된다. 이 태블릿의 대략적인 배터리 수명은 7시간이다.